# 粗高鰭鮋
粗高鰭鮋，為輻鰭魚綱鮋形目鮋亞目真裸皮鮋科的其中一種，為熱帶海水魚，分布於印度西太平洋緬甸至印尼蘇拉威西、西沙群島海域等，常生活於礁盤洞穴水域中，舊稱「粗蜂鲉」。體長可達5.8公分，棲息在砂底質、貝殼底質底層水域，生活習性不明，具有毒性。

## 扩展阅读
- 维基共享资源上的相關多媒體資源：粗高鰭鮋